# Stade Thuwunna
Le stade Thuwunna (en birman : သုဝဏ္ဏ လူငယ် လေ့ကျင့်ရေး ကွင်း) est un stade situé à Rangoun, en Birmanie. 

## Vue d'ensemble
Inauguré en 1985 et doté d'une capacité de 32 000 places, le stade est plus petit que le stade Aung San (et ses 40 000 places) mais plus moderne et plus fonctionnel. C'est le lieu de prédilection pour la plupart des rencontres de niveau national et international en football et en athlétisme ainsi que l'enceinte des rencontres à domicile de l'équipe nationale de football ainsi que du club de Rakhapura United FC. 
Il possède également une piste d'athlétisme à huit couloirs et est le premier stade en Birmanie à être conforme aux normes internationales dictées par l'IAAF. Le Thuwunna National Indoor Stadium, situé à proximité du stade, est le principal lieu de pratique des sports d'intérieur. Une première rénovation a lieu en 2011, permettant au stade d'être modernisé et de voir sa capacité d'accueil augmentée. En 2016, avec l'aide de la Chine, une deuxième vague de travaux est lancée, avec comme priorités la réfection du système de sécurité incendie et l'air conditionné.
En 2010, le stade Thuwunna héberge la phase finale de la Coupe du président de l'AFC (demi-finales et finale après avoir accueilli un des groupes du premier tour), remportée par le club local de Yadanarbon face aux Kirghizes du Dordoi Bichkek. L'année suivante, ce sont les matchs du groupe B de la même compétition qui sont disputés dans l'enceinte. Par la suite, du fait de son homologation par l'AFC, les clubs birmans engagés en Coupe de l'AFC l'utilisent lors de leurs rencontres internationales jouées à domicile.
Le stade a accueilli un des groupes qualificatifs pour les éditions 2012 et 2014 de l'AFC Challenge Cup, la phase qualificative de la Coupe d'Asie U-22 2013 du 23 juin au 3 juillet 2012. Il a également accueilli la phase de qualification pour l'AFF Suzuki Cup 2012. En 2016, il fait partie des quatre enceintes désignées pour abriter les rencontres de la phase finale de l'AFF Suzuki Cup, organisée conjointement par la Birmanie et les Philippines.

## Événements sportifs disputés dans le stade
- Qualification pour les éditions 1998 et 2012
- Phase finale de la Coupe du président de l'AFC 2010
- Phase finale du Championnat d'Asie de football des moins de 19 ans 2011 et 2014
- Tournoi de football des Jeux d'Asie du Sud-Est de 2013
- Phases finales du Championnat d'Asie du Sud-Est de football féminin en 2007 et 2013
- Phase finale de l'AFF Suzuki Cup 2016